# Гао Шунь
Гао Шунь (кит. упр. 高順, пиньинь Gāo Shùn, ? — 7 февраля 199 году) — главнокомандующий эпохи Троецарствия, прославившийся своей исключительной храбростью на поле боя. В поздний период правления династии Хань, Гао Шунь служил под командованием полководца Люй Бу и также стал известен, как один из самых способных его командующих. Среди его деяний — победа над Сяхоу Дунем, генералом Цао Цао. В том же году, однако, Цао Цао лично руководил осадой города Сяпи и вынудил Люй Бу сдаться. Гао Шунь был затем казнен вместе со своим господином, Люй Бу.
Согласно «Памяти о героях» Ван Цяня, под его руководством находилось лишь около 700 человек, хорошо вооруженных и дисциплинированных. Всякий раз, когда воины Гао Шуня вступали в битву, они успешно прорывали вражеские позиции и сражались во вражеском окружении. Он получил прозвище Сяньчжэньин (陷陣營).

## В романе «Троецарствие»
Гао Шунь является одним из персонажей исторического романа «Троецарствие», описывающего события эпохи Троецарствия. В главе 18 Гао Шунь один на один схватывается с Сяхоу Дунем на поле битвы. После долгой битвы Гао Шунь вынужден отступить, Сяхоу Дунь же преследует его прямо в рядах противника. Тогда Цао Син, соратник Гао Шуня, тайно прицеливается из лука и стреляет в Сяхоу Дуня, которому стрела попадает в левый глаз. С криком Сяхоу Дунь вытаскивает стрелу прямо вместе с глазом, после чего ест собственный глаз.